# Amin Brakk
Pour les articles homonymes, voir Amin.
L'Amin Brakk, ou Great Tower est une montagne du Pakistan, située dans le Karakoram. Il culmine à 5 800 m d'altitude.
L'ascension de l'Amin Brakk a été tentée pour la première fois en 1997, par deux alpinistes basques, Jon Lazkano et Adolfo Mdinabeitia, qui durent faire demi-tour à environ 300 mètres du sommet à cause des mauvaises conditions météorologiques. Mais en août 1999, les espagnols Silvia Vidal, Pep Masip et Miguel Puigdomenech parviennent au sommet. Le nom Amin Brakk signifie « tour d'Amin » et a été donné par leur cuisinier Ibrahim en l'honneur de son fils, Amin.